# Ron Filipek
Ronald Stanley "Ron" Filipek (nacido el 5 de febrero de 1944 y fallecido el 9 de diciembre de 2005 en Cookeville, Tennessee) fue un jugador de baloncesto estadounidense que disputó una temporada en la NBA. Con 1,96 metros de estatura, jugaba en la posición de alero.

## Trayectoria deportiva

### Universidad
Jugó durante cuatro temporadas con los Golden Eagles de la Universidad Tecnológica de Tennessee, promediando en las dos últimas 17,0 puntos y 11,2 rebotes por partido y 20,6 y 12,6 respectivamente, siendo elegido en ambas en el mejor quinteto de la Ohio Valley Conference. Comparte con Jimmy Hagan el récord de la universidad de más puntos en un partido, con 48, conseguidos ante Middle Tennessee State en 1966.

### Profesional
Fue elegido en la centésima posición del Draft de la NBA de 1967 por Philadelphia 76ers, con los que disputó una temporada en la que promedió 2,3 puntos y 1,3 rebotes por partido.

## Estadísticas de su carrera en la NBA

### Temporada regular
| Temporada | Edad | Equipo             | Liga | Pos. | P  | TIT | MIN | TC  | TCA | %TC  | 3P | 3PA | %3P | TL  | TLA | %TL  | R.OF. | R.DEF. | REB | ASIS | ROB | TAP | PER | FP  | PTS |
| 1967-68   | 23   | Philadelphia 76ers | NBA  |      | 19 |     | 3.8 | 0.9 | 2.5 | .383 |    |     |     | 0.4 | 0.7 | .500 |       |        | 1.3 | 0.4  |     |     |     | 0.6 | 2.3 |
| Total     |      |                    | NBA  |      | 19 |     | 3.8 | 0.9 | 2.5 | .383 |    |     |     | 0.4 | 0.7 | .500 |       |        | 1.3 | 0.4  |     |     |     | 0.6 | 2.3 |